# Бен Търнър
Бендджъмин Хауърд „Бен“ Търнър (Benjamin Howard "Ben" Turner) е футболист на Ковънтри Сити. Притежава солидна физика и има добър усет за въздушните двубои и високите топки.